# Ruth Plumly Thompson
Pour les articles homonymes, voir Thompson.
Ruth Plumly Thompson (1891-1976) est une écrivaine américaine de livres de jeunesse ; particulièrement connue pour avoir continué la série des romans sur le pays d'Oz initiée par L. Frank Baum, après la mort de ce dernier en 1919.
Thompson est née à Philadelphie en Pennsylvanie, et commença sa carrière en 1914 quand elle vendit des nouvelles à des journaux et magazines divers. Entre 1921 et 1939, elle publia chaque année un roman supplémentaire sur Oz. Ils ont tous été illustrés par John R. Neill. 
Les contributions de Thompson sur le pays d'Oz sont vivantes et imaginatives, introduisant un grand nombre de nouveaux personnages. Toutefois, elle reprend un thème récurrent à travers ses romans : un enfant (garçon ou fille natif des États-Unis) et un compagnon surnaturel (en général un animal qui parle) traversent ensemble le pays d'Oz ou ses régions avoisinantes et rencontrent une communauté dont les membres s'activent autour d'une tache unique. Capturés, ils sont forcés de participer à cette même activité.
Elle avait grande tendance à développer des histoires d'amour ; elle insistait sur l'humour et écrivait toujours pour les enfants, à la différence de Baum qui ne souhaitait aucune restriction sur ses lecteurs.